# 竹見智恵子
竹見智恵子（たけみ ちえこ、1939年12月9日- ）は、日本のジャーナリスト。
　

## 人物・来歴
埼玉県生まれ・東京都出身。コピーライターを経てジャーナリストに。教育や環境などの市民運動に携わり、87年よりフィリピン・レイテ島の農村支援を行う。

## 著書
- 『子育て気分もわるくない ジーンズママの育児ノート』鎌倉書房 1982
- 『登校拒否はとまらない 第二の国民病か』 (三一新書)三一書房 1993

### 共著
- 『ジーンズ奥様の家事ノート』高見澤たか子共著. 鎌倉書房 1979
- 『日本『新ナショナリズム』の現段階 (国連・憲法問題研究会報告集) 高橋哲哉共著 国連・憲法問題研究会 2000
- 『アボジが帰るその日まで 靖国神社へ合祀取消しをもとめて 教科書に書かれなかった戦争 part 54』李煕子共著 梨の木舎 2009

### 翻訳
- レメディアス・フェリアス『もうひとつのレイテ戦 日本軍に捕られた少女の絵日記』監修, 澤田公伸日本語訳, ジーン・ファロン英語訳 ブカンブコン 1999

## 映像作品
- カタロゥガン！ロラたちに正義を！ 2011年　監督.